# Feldhauptmann
Feldhauptmann (Plural Feldhauptleute) bezeichnete zur Zeit der Landsknechte einen höheren militärischen Befehlshaber, meist analog dem heutigen General. Entsprechend nannte der Reformator Martin Luther in seiner Bibelübersetzung diverse Feldherren „Feldhauptmann“ (so beispielsweise Abner, Holofernes oder Naaman der Syrer). Schon im mittelalterlichen Rom befehligten sogenannte Capitani (Hauptleute) das städtische Heeresaufgebot.
Bei den einem Feldhauptmann unterstellten Truppen konnte es sich um ein Regiment oder die gesamte Armee eines Landes handeln; seltener um ein Fähnlein, an dessen Spitze ja ein einfacher Hauptmann stand. Jedenfalls stellte die Bezeichnung Feldhauptmann weniger einen konkreten Rang oder Dienstgrad dar, sondern mehr eine Funktion bzw. einen Dienstposten.
Bereits im 16. Jahrhundert kam es zu einer gewissen Ausdifferenzierung der Bezeichnung, die aber uneinheitlich blieb. Ein Obirster (sic!) Hauptmann konnte bloßer Regimentschef sein, aber auch oberster Feldherr eines Landes (analog dem Capitaine général in romanischen Ländern).
Im 17. Jahrhundert konkretisierte sich das Spektrum der Benennungen, indem Feld-Obrister oder Obrist-Hauptmann bzw. Obrist(er) jetzt einen Regimentschef bezeichnete, Feld-Hauptmann aber einen über dem Oberst stehenden Befehlshaber größerer Truppenverbände. In der Habsburgermonarchie bezeichnete Feldhauptmann längere Zeit einen General der Infanterie. Beide unterstanden gegebenenfalls dem Obersten Feldhauptmann, als oberstem Heereschef.
Im Laufe des 17. Jahrhunderts ergänzte oder ersetzte der aus dem Französischen stammende Begriff General (im Sinne von „allgemein“ oder „höchster“) zunehmend die obigen Titel. So konnte jetzt mancherorts ein general-obrister über die artolkerei (Befehlshaber der Artillerie) berufen werden oder auch, statt eines Admirals, ein Generaloberster der Marine. Entsprechend bezeichnete sich Wallenstein, bald nach seiner Ernennung zum Generalissimus, als General-Oberst-Feldhauptmann; Kaiser Ferdinand II. gewährte ihm den Titel aber erst 1628 auch offiziell, bis dahin bezeichnete er Wallenstein in seinen Briefen „nur“ als Oberst-Feldhauptmann, ohne die Machtfülle des Feldhernn zu schmälern oder zu erweitern.
Offiziell als Feldhauptleute eingesetzt wurden beispielsweise die Landsknechtführer Georg von Frundsberg („Vater der Landsknechte“) und Georg von Waldburg-Zeil („Bauernjörg“), der Diplomat und Militär Lazarus von Schwendi sowie deutsche Befehlshaber des Dreißigjährigen Kriegs, wie etwa Tilly und Wallenstein.